# 汽船威利号
《汽船威利號》（英語：Steamboat Willie）是一部於1928年上映的美國動畫短篇電影，由華特·迪士尼和烏布·伊沃克斯共同執導，華特迪士尼製片廠負責製作，並由帕特·鮑爾斯（Pat Powers）旗下的「名人製片公司」（Celebrity Productions）負責發行。儘管米奇老鼠和米妮老鼠在數月前的《飞机迷》的試映中已經先行登場，但《汽船威利號》被視為它們正式的首次亮相。雖然這是米奇登場的第三部動畫，但卻是第一部發行的作品，原因是迪士尼在看完《爵士乐歌星》後，決定要製作首批完全同步聲音的動畫作品。
《汽船威利號》之所以特別引人注目，是因為它是全球第一齣有聲的動畫作品，同時也是歷史最早具有事後製作配樂的動畫之一，這使其與較早的聲音卡通有所區別，例如弗萊舍工作室的《歌曲汽車曲調》系列（1924-1926年）和范博倫公司的《晚餐时间》（1928）。迪士尼當時認為「有聲電影」將是電影的未來。
電影音樂由威弗瑞德·傑克森和伯特·路易斯編排，引用了包括男中音亞瑟·柯林斯在1910年代廣泛傳唱的《汽船比爾》和19世紀流行民謠《稻草裡的火雞》。電影的標題可能是對巴斯特·基頓主演的1928年電影《船長二世》的惡搞，該電影本身是對柯林斯的歌曲引用。在動畫中，華特·迪士尼親自為所有角色配音。
在上映後，《汽船威利號》廣受好評，不僅因為它引入了世界上最受歡迎的卡通角色之一，還因為它在動畫及電影技術創新方面的表現。在1994年的《50部最偉大的卡通》一書中，動畫製作者將《汽船威利號》評選為有史以來第13偉大的卡通之一；1998年，這部電影被美國國會圖書館選為國家電影登錄保存的對象。按照美國版權法規定，本片於2024年1月1日進入公有領域。

## 製作背景

米奇老鼠在《汽船威利號》所登場的橡皮管動畫外觀。

米奇老鼠最初是為了替代早期的卡通角色幸運兔奧斯華而誕生的，而奧斯華雖歸迪士尼工作室創作，但隨後則歸屬環球影業所有。由於前兩部以米奇老鼠為主角的短篇電影，即《飛機迷》和《飛奔的高卓人》的無聲版並未能獲得發行商的支持。而據洛伊·O·迪士尼表示，華特·迪士尼在觀看了1927年的電影《爵士歌手》後受到啟發，決定製作一部有聲的動畫片，因為他相信為動畫片增加聲音，將大大提高觀眾的吸引力。
儘管《汽船威利號》因此而受到認可，但它並非歷史第一部具有同步聲音的卡通片。時值從1924年5月到1926年9月，戴夫·弗萊舍和馬克斯·弗萊舍兄弟創辦的弗萊舍工作室已經製作了19部屬於歌曲汽車曲調系列的動畫片，使用留聲底片的技術對電影進行處理。然而，《歌曲汽車曲調》並未能保持畫面與聲音完全同步，而《輪船威利》則使用節拍軌道製作，以使音樂家保持畫面的節奏作曲。在《汽船威利號》發布前一個月，保羅·特裡製作的《晚餐時間》中也使用了配樂，但該作品最終未取得財務上的成功。
1927年6月，環球影業的聯合創始者及製片人帕特·鮑爾斯未能成功收購李·德福雷斯特的留聲底片公司。此後，鮑爾斯聘請了前德福雷斯特技術人員威廉·加里蒂（William Garrity）製作基於留聲底片系統的克隆版，冠名為「鮑爾斯電影音」（Powers Cinephone）。當時，德福雷斯特的財務狀況無法對鮑爾斯提起侵犯專利。鮑爾斯則成功說服迪士尼使用該節拍軌道系統製作《汽船威利號》。雙方的商業合作一直延續到1930年。
在法律糾紛發生後，鮑爾斯和迪士尼之間產生爭執，最終導致鮑爾斯簽走了迪士尼的首席動畫師烏布·伊沃克斯，並將迪士尼動畫的發行權轉讓給其公司的母發行商哥倫比亞影業公司。

## 劇情
電影一開始，米奇老鼠駕駛一艘蒸汽外輪船。他愉快地吹著《汽船比爾》的口哨聲，並鳴響船上的三聲汽笛。不久，船長皮特現身，命令米奇離開艦橋。米奇對皮特吹了個嘴哨，皮特試圖踢他，但米奇及時躲開，結果皮特意外踢到了自己的屁股。米奇摔下樓梯後於船的甲板上滑倒，最後掉進一桶水中。一隻鸚鵡對他哈哈大笑，米奇生氣地把水桶扔在鸚鵡頭上。
一直在旁觀的皮特自己接管了蒸汽船的操控。他咬下了菸草並嚼菸，朝向風中吐口水。唾沫向後飛，擊中了船上的鐘聲。皮特覺得好笑，再次吐口水，但這一次唾沫擊中了他自己的臉，讓他感到不悅。
蒸汽船在「波頓克著陸」（Podunk Landing）停靠，裝載各種家畜。米奇在試圖將一頭較瘦的牛用馬具牽到船上時遇到了困難。為了解決這個問題，米奇將牛的胃塞滿了乾草，把瘦小的牛嫩肥到可以套上馬具。就在船再次啟程的時候，米妮老鼠出現了，她跑著試圖趕上船，以免錯過它的發航。米奇沒有及時看到她，但她沿著岸邊跟著船跑，呼喊著米奇的名字。米奇聽到了米妮的呼喚，他用貨物吊臂鉤住她的燈籠褲，將她帶上船。
米妮登上甲板時不慎掉下一把烏克麗麗和一些《稻草裡的火雞》的樂譜，這些行李當即遭到一隻山羊吃掉。米奇為了爭奪被吃掉的烏克麗麗與山羊打了起來，但最終米奇放手了。山羊突然因使用力量而感到頭暈，於是兩隻老鼠開始將山羊的身體當作留聲機，通過扭動它的尾巴就像轉動曲柄一樣。這讓兩隻老鼠哈哈大笑。米奇利用船上的各種物品作為打擊樂伴奏，並像演奏樂器一樣「彈奏」這些動物。這包括拉貓的尾巴，拉長鵝的喉嚨，拉小豬的尾巴，玩弄母豬的乳房，並使用牛的牙齒和舌頭仿佛木琴般彈奏出歌曲。
船長皮特對這場音樂表演毫不感興趣，他讓米奇去削马铃薯作為懲罰。在马铃薯儲藏室裡，之前嘲笑米奇的那隻鸚鵡再次出現在舷窗上，對著他大笑。由於受夠了這隻鸚鵡的嘲弄，米奇扔了一顆半削皮的马铃薯，把它擊落到下面的河中。電影以米奇坐在马铃薯旁邊歡笑著結束。

### 對白
米奇、米妮和皮特的表演幾乎是啞劇，其中包括吠叫和尖叫聲，但沒有可理解的對話。電影中唯一的對話是由船上的鸚鵡所說。當米奇跌進一桶肥皂水時，鸚鵡開口說：「希望你不覺得痛，大兄弟！哈哈哈哈哈！」（Hope you don't feel hurt, big boy），在短片結尾，鸚鵡重複這句話，然後掉進水中，喊道：「救命！救命！有人落水了！」（Help! Help! Man overboard!）

## 動畫製作

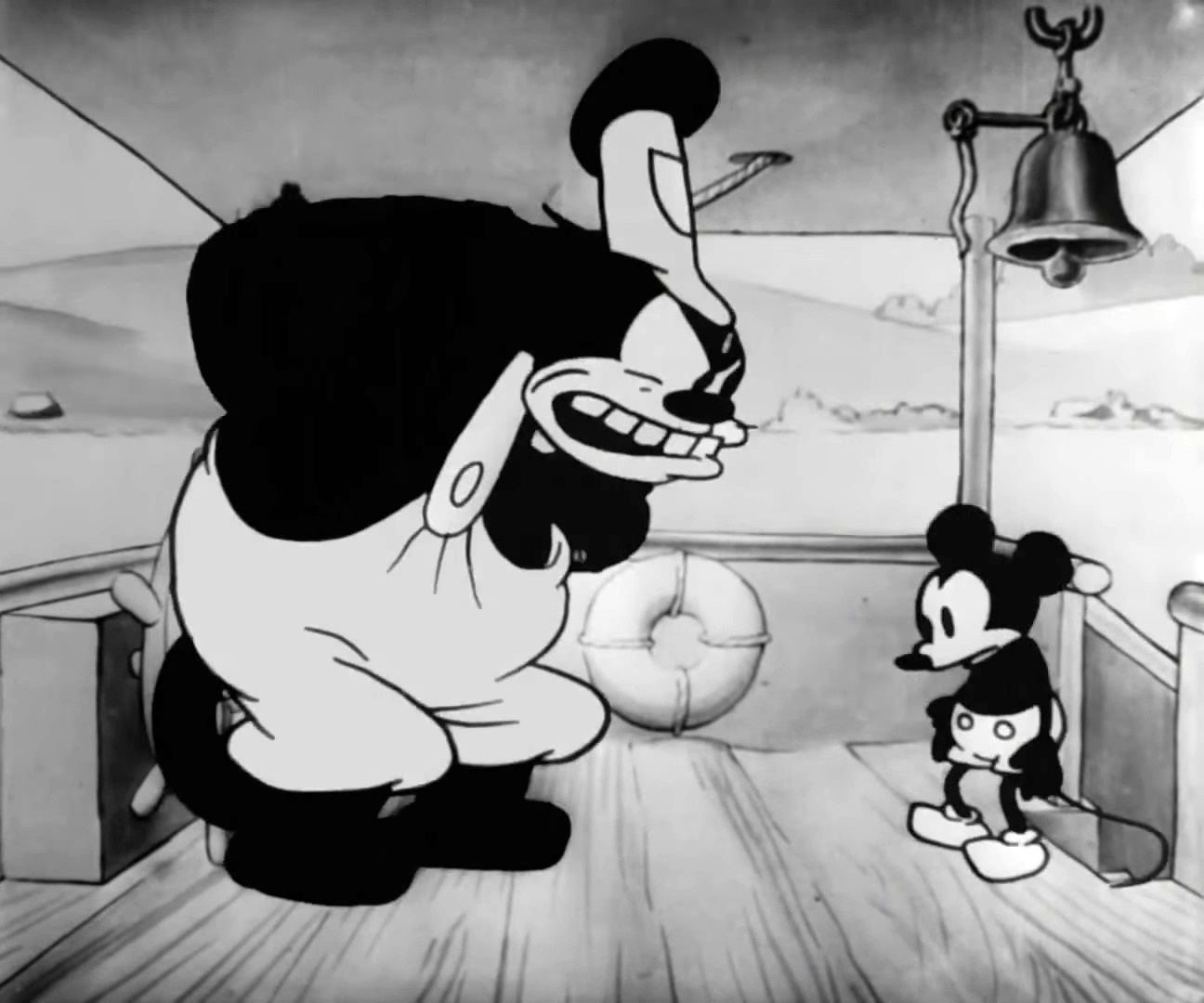
皮特 (迪士尼)（左）在汽船的駕駛台上與米奇（右）對峙。

《汽船威利號》的製作時間為1928年7月至9月，根據洛伊·O·迪士尼的個人筆記，該電影的預算為4986.69美元，其中包括在電影院發行的放映印刷品。最初，動畫師們對於有聲卡通片是否足夠真實感到懷疑，因此在製作聲音軌之前，迪士尼安排了一場向測試觀眾放映的活動，現場有實時聲音作為伴奏。這場放映於於7月29日進行，當時《汽船威利號》只完成了部分動畫片段。觀眾坐在與華特·迪士尼辦公室相鄰的一個房間裡。他的兄弟羅伊將電影放映機放在室外，透過窗戶投影電影，以免放映機的聲音干擾實時音效。
烏布·伊沃克斯在電影屏幕後面設置了一張床單，床單後面放置了一個連接到觀眾席的揚聲器的麥克風。實時音效是從床單後面產生的。威爾弗雷德·傑克遜用口琴演奏音樂，烏布·伊沃克斯敲擊鍋碗擔任打擊樂段，約翰尼·坎農使用各種設備，包括滑音笛和痰盂作為鈴聲，提供音效。華特·迪士尼為電影提供了極少量的對白，主要是吼叫聲、笑聲和尖叫聲。經過幾次練習後，他們準備好迎接觀眾，第一批的觀眾主要是迪士尼的員工和他們的妻子。進行初步放映後，觀眾的反應非常積極，這使華特·迪士尼有信心繼續完成這部電影。他在回憶這次首次觀看時說：
對我們小小觀眾的影響簡直是電光火石。他們對這種聲音和動作的結合作出了近乎本能的反應。我以為他們在開玩笑。所以他們讓我坐在觀眾席上，再次播放了這場戲。這很糟糕，但也很奇妙！而且這是全新的體驗！
伊沃克斯則表示：「我一生中從未如此激動過。以後再也沒有任何事情能夠與之相比。」
華特·迪士尼前往紐約市，聘請一家公司來製作聲音系統。最終選擇了帕特·鮑爾斯的鮑爾斯電影音系統。最終配樂中的音樂是由格林兄弟新奇樂隊演奏的，由卡爾·埃杜爾德指揮。樂隊的喬和盧·格林也協助將音樂與電影同步。首次嘗試在1928年9月15日進行的將錄音與電影同步的嘗試是一場災難。迪士尼不得不賣掉他的月亮敞篷車以資助第二次錄音。這一次成功了，並加了一個錄影的彈跳球來保持節奏。

## 發行

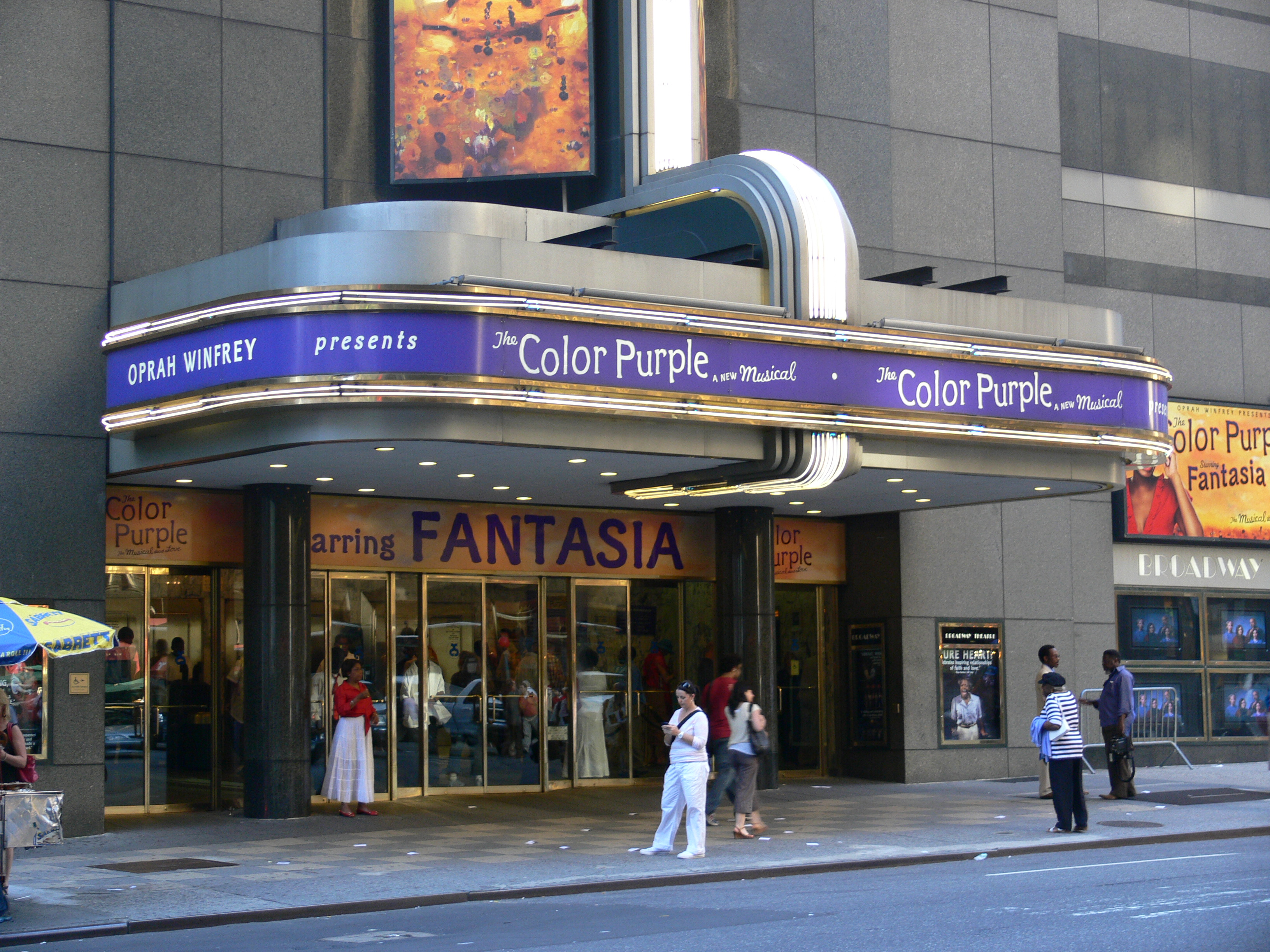
百老匯劇院是《汽船威利號》於1928年首次在此首映的戲院。該劇院當時被稱為「環球殖民地劇院」。

《汽船威利號》於1928年11月18日在紐約市的環球殖民地劇院（今為百老匯劇院）首映。電影由名人製片公司發行，初次上映為期兩週。迪士尼當時每週收入為500美元（相當於2024年的約9,000美元）。在首次上映期間，這部電影每天播放五次。它是獨立電影《幫派戰爭》的前奏片。《輪船威利》立即取得成功，而《幫派戰爭》如今已經成為散失電影，幾乎被人們遺忘。
《汽船威利號》的成功不僅帶來了華特·迪士尼在國際上的聲望，也使米奇老鼠成為了明星。
《綜藝》（1928年11月21日）評論道：
雖然不是第一部與音效同步的動畫片，但是是第一部引起好評的動畫片。這部作品代表了高水準的動畫創意，巧妙地結合了音效。這種結合帶來了大量笑聲。在殖民地劇院，觀眾的笑聲如此之快，以至於它們互相絆倒。這是一個完美的同步工作，明亮、活潑，並且完美地符合情境，動畫家華特·迪士尼。由於大多數動畫片都讓人感到困擾，因此對這一部片子表示特別的敬意。如果相同的才華組合能夠製作出一個像《汽船威利號》這樣好的系列作品，他們應該能夠在可互換性方面找到更廣泛的市場，如果這不會產生干擾的話。無保留地推薦給所有裝有音響的影院。
《電影日報》（1928年11月25日）表示：
這就是《汽船威利號》的特點：首先是巧妙而有趣的處理；其次，是通過鮑爾斯電影音系統增加的音樂和音效。結果完成了一個真正的消遣小品。同時也從音效中得到了最大的效果。適合在任何裝有聲音-電影重放裝置的影院進行播放。順便說一句，這是第一部以鮑爾斯電影音系統錄製的作品進行公開展示，並且在紐約的殖民地劇院上映時使用了西部電氣的設備。

### 特別榮譽
1994年，動畫領域的成員在《50部最偉大的卡通》這本列舉歷史上最偉大卡通片的書中，將《汽船威利號》評為第13位。1998年，這部短片被美國國會圖書館的國家影片登記表選中，納入國家電影登錄，被視為具有「文化、歷史或美學重要性」。澳洲的珀斯造币厂於2015年發行了一枚1公斤的黃金紀念幣，以向《汽船威利號》致敬。

## 版權狀態

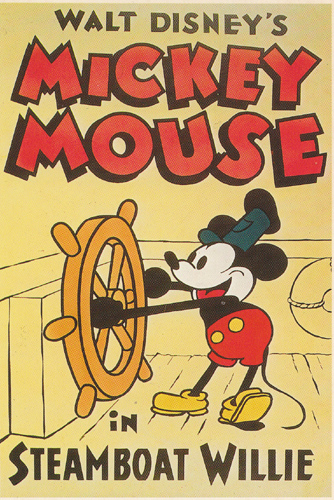
50週年紀念海報，1978年

在進入公有領域之前，《汽船威利號》曾成為有關版權的各種爭議的焦點。它的版權得到了美國國會的一項延長。由於版權在1928年的首次發行後的三天內進行了申請，因此該電影的所屬權被延長了半個多世紀。
這部電影在關於1998年在美國通過的《著作權年限延長法案》方面引起了一些關注。當時《汽船威利號》在幾次幾乎進入美國公有領域。但每次都延長了版權保護期限。它本應在四個不同的年份進入公有領域：首次是在1955年，再續至1986年，然後根據1976年的《1976年版權法》再次延長至2003年，並根據1998年的《著作權年限延長法案》（也被貶稱為“米奇保護法案”）延長至2023年。據稱這些延長是美國國會對華特迪士尼公司的大量游說的回應。
在1990年代，前迪士尼研究員格雷戈里·S·布朗（Gregory S. Brown）確定，由於原始版權申請的錯誤，該電影很可能已經進入了美國的公有領域。特別是原始電影的版權聲明在迪士尼和版權聲明之間有兩個額外的名字。因此，根據1909年的《版權法案》的規定，迪士尼的所有版權聲明將無效。亞利桑那州立大學教授丹尼斯·卡加拉建議他的法學生作為一項課程項目來調查布朗的主張。勞倫·范佩爾特接受了這一挑戰，撰寫了一篇贊同布朗主張的論文。他於1999年在網路上發布了他的項目。迪士尼後來威脅要起訴一名乔治城大学法学院的學生，該學生同樣寫了一篇確認布朗主張的論文，指稱發表該論文可能構成標題誹謗。然而，迪士尼在論文發表後選擇不起訴。
自2022年開始，一些共和黨立法者發誓反對任何未來延長版權期限的嘗試，這是因為迪士尼反對《佛罗里达州父母教育权利法案》。法律專家指出，《汽船威利號》之後創建的米老鼠的後續版本將保持版權，而自2007年以來，迪士尼在其電影中使用《汽船威利號》版本作為品牌標誌可能使他們能夠根據商標法為1928年版本主張保護，因為活躍的商標可以永久更新，只要擁有者能夠證明在使用它。
雖然不影響商標地位，但《汽船威利號》最終於2024年1月1日進入美國公有領域，超過其首次發行後的95年。2023年4月，约翰·奥利弗宣布他計劃在2024年《汽船威利號》進入公有領域後，將米奇的汽船威利號版本用作《約翰奧利佛之昔日新聞報報》的新吉祥物。

## 其他媒體

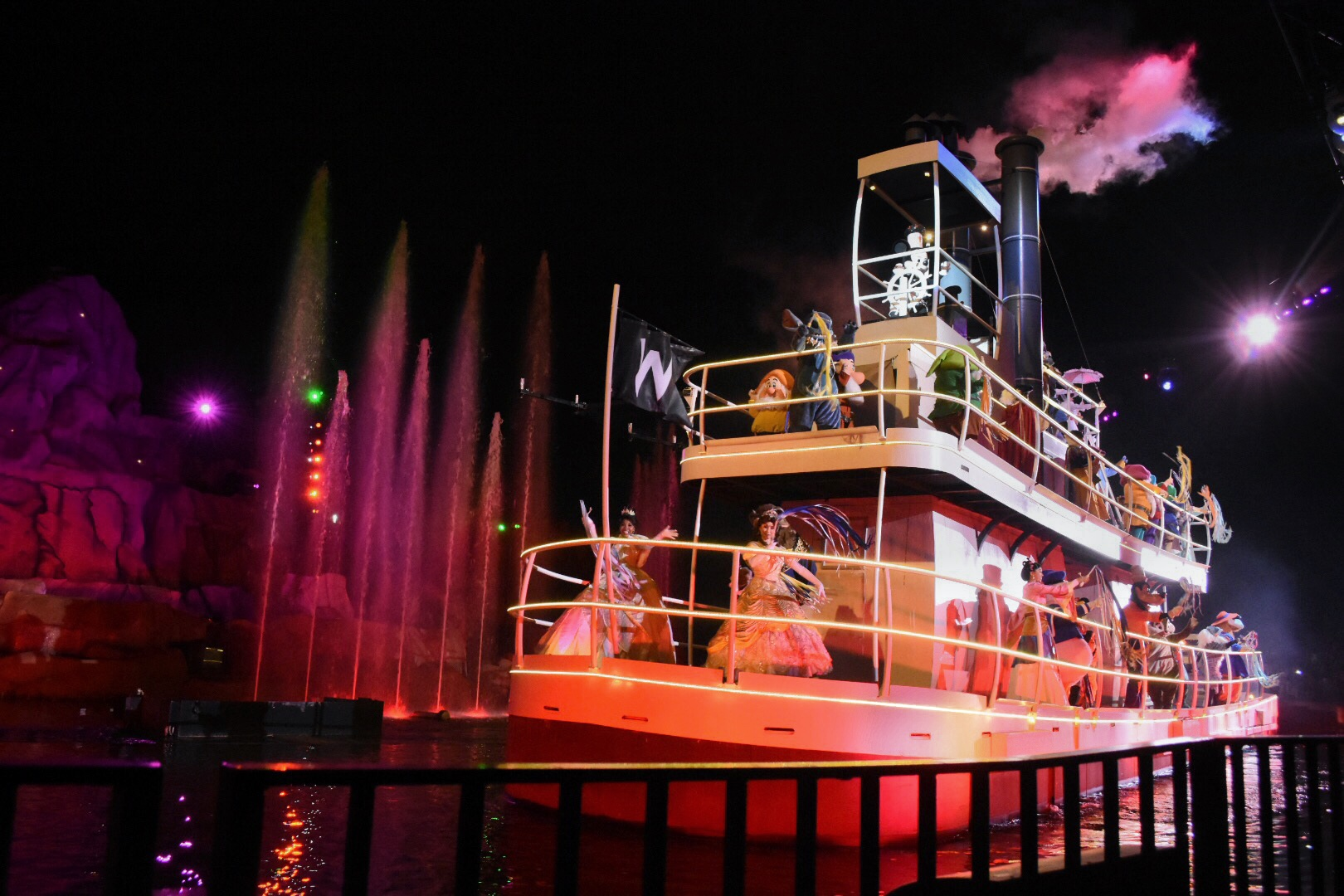
在華特迪士尼世界度假區作為表演節目登場的汽船威利號。

- 汽船威利號常出現在與迪士尼有關的遊戲中， 像是1994年的《米奇狂熱（英语：Mickey Mania）》、 2005年的《王國之心II》，以及2010年的《傳奇米奇～米奇與魔法筆～（英语：Epic_Mickey）》、2012年的《傳奇米奇2：兩人之力（英语：Epic_Mickey_2:_The_Power_of_Two）》與2018年的《迪士尼英雄：戰鬥模式（英语：Disney Heroes: Battle Mode）》中皆可以看到汽船威利號的蹤影與關卡。
- 在《阿拉丁和大盗之王》中，精靈（英语：Genie_(Disney)）曾戲仿汽船威利號的造型與動作。
- 在1992年的《辛普森一家》第六季中，霸子和點子在觀看癢癢鼠與抓抓貓的電影版時，片中出現了戲仿汽船威利號的造型與動作。[48]
- 在1998年的電影《搶救雷恩大兵》中，1944年時，一名德軍戰虜向美軍士兵提到了汽船威利號，甚至模仿片中汽笛聲來表示自己喜歡美國。
- 在1999年的高飛卡通《如何當個服務生》（How to Be a Waiter）裡，片中高飛戲仿汽船威利號的造型與動作，連劇中所演的片名也改成了Steamboat Goofy（汽船高飛號），甚至片頭也從原本的米奇和米妮改成了高飛與克拉貝爾，但可惜最後撞到米奇本人和真正的汽船威利號而沈船。
- 在2008年的《飛出個未來》電影版Beast with a Billion Backs中，片頭主角們闖入的的世界戲仿了汽船威利號的風格。
- 在日本動畫《神奇寶貝鑽石&珍珠》美版中，原日版第三十九話的標題“皮卡丘留守記（ピカチュウのおるすばん!）”在美版集數被改成Steamboat Willies，與汽船威利號的原文名稱相同。
- 從2007年上映的《未來小子》開始，華特迪士尼動畫工作室便將此動畫擷取一小片段作為電影播放前的標誌，自此之後成為迪士尼經典動畫長片的另一個品牌商標，每當有新的經典動畫長片時一定會使用，在第50部長片《魔髮奇緣》問世時特別使用50週年特別版商標，作為第50部經典動畫長片紀念，到《無敵破壞王》時則使用八位元電玩風格的特別版商標。[49][50]
- 在2018年的《POP TEAM EPIC》的第5集中出现了来自汽船威利号中的声音，而且POP TEAM EPIC的原著漫画第2卷第195话更是直接恶搞了汽船威利号。
- 作為其100週年紀念的一部分，迪士尼於2023年7月發布了《米奇妙妙世界（英语：The Wonderful World of Mickey Mouse）》特輯和系列大結局，題為《愚蠢的汽船》，其中出現了米奇在這部短片中的外觀版本。[51][52]

## 發行歷史

### 戲院
- 1928年7月：首次聲音測試放映（無聲電影，現場音效）
- 1928年9月：首次嘗試將錄音與電影同步
- 1928年11月：劇院上映，並附有最終配樂
- 1972年：《老鼠工廠（英语：The_Mouse_Factory）》第33集：“Tugboats”（電視節目）
- 1990年代：《米奇足跡（英语：Mickey's Mouse Tracks）》第45集（電視節目）
- 1996年：《米奇精選集》
- 1997年：《Ink & Paint Club》第2集：“Mickey Landmarks”（電視節目）
- 當前：於加州迪士尼主題樂園的大街電影院（英语：Main_Street_Cinema）播映

### 審查
在1950年代，迪士尼刪除了一個場景，其中米奇拉住小豬的尾巴，拿起母豬並踢掉她的乳頭，然後像手風琴一樣彈奏她，因為電視發行商認為這是不適當的。自那時以後，該電影的完整版本包含在1998年的合輯VHS《米奇的精神》和DVD合輯《華特迪士尼寶藏：黑白米奇》中，以及當前的Disney+上。

### 家庭媒體收入
- 1984年 - 華特迪士尼卡通經典：有限金版：米奇（英语：Walt_Disney_Cartoon_Classics#Limited_Gold_Editions）（VHS）
- 1998年 - 《米奇的精神（英语：The Spirit of Mickey）》（VHS）
- 2001年 - 《The Hand Behind the Mouse: The Ub Iwerks Story》（VHS）
- 2002年 - 《華特迪士尼寶藏：黑白米奇（英语：Walt Disney Treasures: Mickey Mouse in Black and White）》[54]
- 2005年 - 《復古米奇》（DVD）
- 2007年 - 《華特迪士尼寶藏：幸運兔奧斯華歷險記（英语：Walt Disney Treasures: The Adventures of Oswald the Lucky Rabbit）》[55]
- 2009年 - 《白雪公主》（藍光）
- 2018年 - 《慶祝米奇90周年紀念合輯》（藍光/DVD/數位） 
  - 《慶祝米奇》後在2021年作為美國迪士尼電影俱樂部獨家《米奇精選集》的一部分與《幻想曲》和《幻想曲2000》一同發行（藍光/DVD/數位）。[56]
- 2019年 - Disney+（在線串流）
- 2023年 - 《米奇＆米妮：10部經典短片－第1卷95周年紀念合輯》（藍光/DVD/數位）

### 論文
- 《汽船威利號》 （页面存档备份，存于） 由華特迪士尼公司的資深檔案館長戴夫·史密斯（英语：Dave_Smith_(archivist)）所寫，他是該公司的榮譽檔案館長，文章刊登在《國家影片登記表》的資料中。
- 《Steamboat Willie》的文章，作者丹尼爾·伊根，刊登在《美國電影遺產：國家電影登錄標誌性電影的權威指南》 （页面存档备份，存于），由A＆C Black出版，2010年發行，ISBN 0826429777，頁碼為152-153。

## 外部連結
- YouTube上的汽船威利號（由華特迪士尼動畫工作室官方帳號提供）
- 汽船威利號（迪士尼動畫短片百科）
- 互联网电影数据库（IMDb）上《汽船威利号》的资料（英文）
- 《汽船威利號》：米老鼠90歲，Happy Birthday! （页面存档备份，存于）
- 汽船威利號 （页面存档备份，存于） (Disney+)